# Élections sénatoriales de 2004 dans les Vosges
Les élections sénatoriales dans les Vosges ont eu lieu le dimanche 26 septembre 2004. Elles ont eu pour but d'élire les sénateurs représentant le département au Sénat pour un mandat de dix années.

## Contexte départemental
Lors des élections sénatoriales du 24 septembre 1995 dans les Vosges, deux sénateurs RPR ont été élus, Gérard Braun et Christian Poncelet.
Depuis, tous les effectifs du collège électoral des grands électeurs ont été renouvelés, avec les élections législatives françaises de 2002, les élections régionales françaises de 2004, les élections cantonales de 2001 et 2004 et les élections municipales françaises de 2001.

## Sénateurs sortants
| Sénateur | Sénateur           | Parti | Fonctions lors de l'élection en 1995           |
| -------- | ------------------ | ----- | ---------------------------------------------- |
|          | Gérard Braun       | UMP   | Conseiller régional                            |
|          | Christian Poncelet | UMP   | Sénateur sortant, président du conseil général |

## Présentation des candidats et des suppléants
Les nouveaux représentants sont élus pour une législature de 10 ans au suffrage universel indirect par les 1227 grands électeurs du département. Dans les Vosges, les sénateurs sont élus au scrutin majoritaire à deux tours. Leur nombre reste inchangé, 2 sénateurs sont à élire. Ils sont 13 candidats dans le département, chacun avec un suppléant.
| T/S | Candidats | Candidats           | Parti | Principale fonction                                                |
| --- | --------- | ------------------- | ----- | ------------------------------------------------------------------ |
| T   |           | Françoise George    | PCF   |                                                                    |
| S   |           |                     | PCF   |                                                                    |
| T   |           | Christian Pierret   | PS    | Maire de Saint-Dié-des-Vosges                                      |
| S   |           |                     | PS    |                                                                    |
| T   |           | Guy Vaxelaire       | PS    |                                                                    |
| S   |           |                     | PS    |                                                                    |
| T   |           | Jacques Drapier     | DVG   |                                                                    |
| S   |           |                     | DVG   |                                                                    |
| T   |           | Gilbert Poirot      | DVG   |                                                                    |
| S   |           |                     | DVG   |                                                                    |
| T   |           | Maryse Ohnenstetter | UDF   |                                                                    |
| S   |           |                     | UDF   |                                                                    |
| T   |           | Benoît Jourdain     | DVD   |                                                                    |
| S   |           |                     | DVD   |                                                                    |
| T   |           | Philippe Faivre     | UMP   |                                                                    |
| S   |           |                     | UMP   |                                                                    |
| T   |           | Jackie Pierre       | UMP   | Conseiller général, maire de La Chapelle-aux-Bois                  |
| S   |           |                     | UMP   |                                                                    |
| T   |           | Christian Poncelet  | UMP   | Sénateur sortant, président du Sénat, président du conseil général |
| S   |           |                     | UMP   |                                                                    |
| T   |           | François Ferrier    | FN    |                                                                    |
| S   |           |                     | FN    |                                                                    |
| T   |           | Chantal Odile       | FN    |                                                                    |
| S   |           |                     | FN    |                                                                    |
| T   |           | Annick Martin       | MNR   |                                                                    |
| S   |           |                     | MNR   |                                                                    |

## Résultats
| Candidat et parti politique | Candidat et parti politique | Candidat et parti politique | Premier tour | Premier tour | Second tour | Second tour |
| Candidat et parti politique | Candidat et parti politique | Candidat et parti politique | Voix         | %            | Voix        | %           |
| --------------------------- | --------------------------- | --------------------------- | ------------ | ------------ | ----------- | ----------- |
|                             | Christian Poncelet          | UMP                         | 710          | 59,51        |             |             |
|                             | Jackie Pierre               | UMP                         | 587          | 49,20        | 707         | 60,43       |
|                             | Guy Vaxelaire               | PS                          | 263          | 22,05        | 443         | 37,86       |
|                             | Christian Pierret           | PS                          | 179          | 15,00        | Retrait     | Retrait     |
|                             | Jacques Drapier             | DVG                         | 128          | 10,73        | Retrait     | Retrait     |
|                             | Benoît Jourdain             | DVD                         | 126          | 10,56        | Retrait     | Retrait     |
|                             | Philippe Faivre             | UMP                         | 88           | 7,38         | Retrait     | Retrait     |
|                             | Gilbert Poirot              | DVG                         | 38           | 3,19         | Retrait     | Retrait     |
|                             | Françoise George            | PCF                         | 31           | 2,60         | Retrait     | Retrait     |
|                             | Maryse Ohnenstetter         | UDF                         | 30           | 2,51         | Retrait     | Retrait     |
|                             | François Ferrier            | FN                          | 13           | 1,09         | 20          | 1,71        |
|                             | Chantal Odile               | FN                          | 9            | 0,75         | Retrait     | Retrait     |
|                             | Annick Martin               | MNR                         | 5            | 0,42         | Retrait     | Retrait     |
|                             |                             |                             |              |              |             |             |
| Inscrits                    | Inscrits                    | Inscrits                    | 1 227        | 100,00       | 1 227       | 100,00      |
| Abstentions                 | Abstentions                 | Abstentions                 | 8            | 0,65         | 8           | 0,65        |
| Votants                     | Votants                     | Votants                     | 1 219        | 99,35        | 1 219       | 99,35       |
| Blancs et nuls              | Blancs et nuls              | Blancs et nuls              | 26           | 2,13         | 49          | 4,02        |
| Exprimés                    | Exprimés                    | Exprimés                    | 1 193        | 97,87        | 1 170       | 95,98       |